# Scott McLaughlin

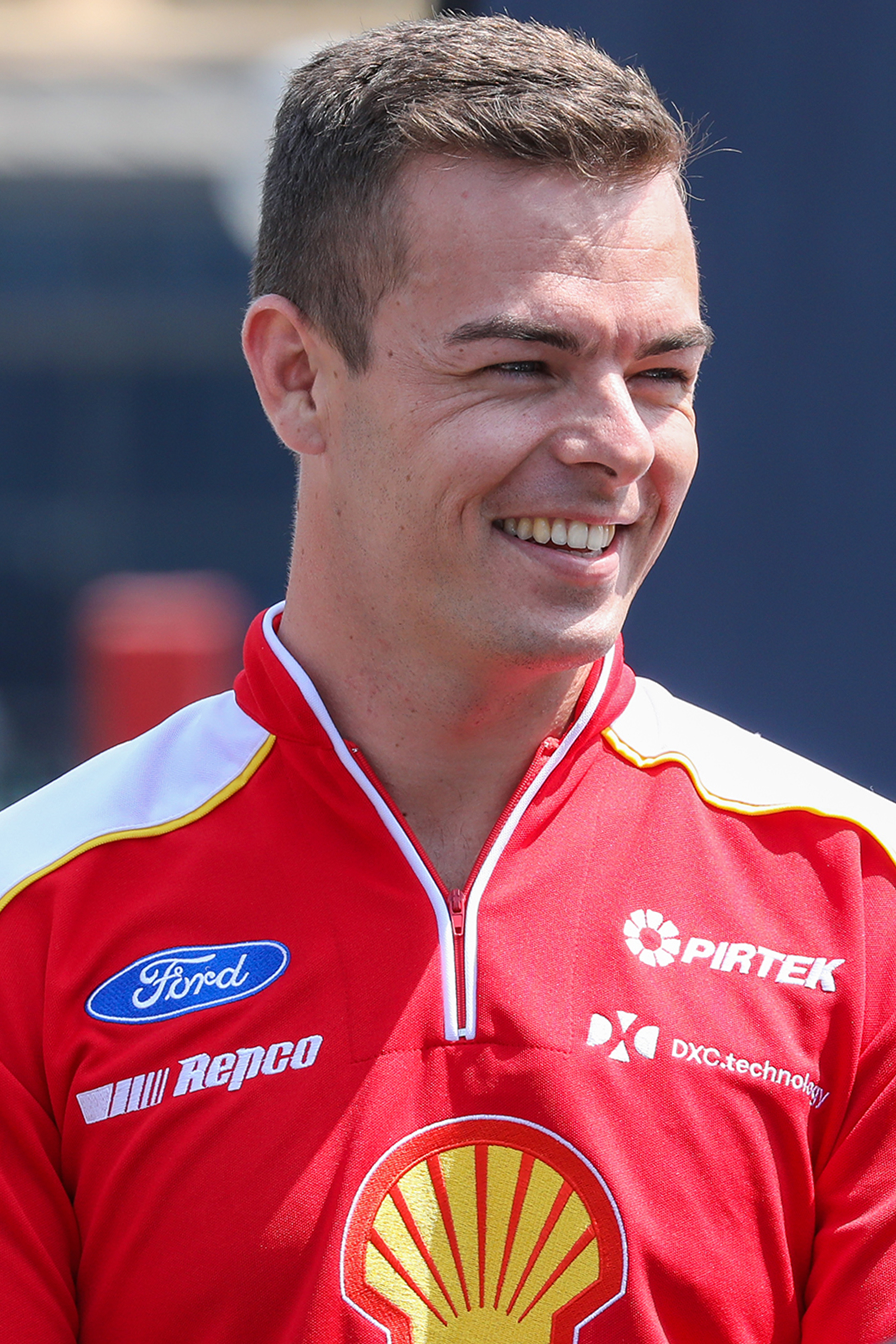
Scott McLaughlin (2020)

Scott Thomas McLaughlin (* 10. Juni 1993 in Christchurch) ist ein neuseeländischer Rennfahrer. Er fährt derzeit in der IndyCar Series den Dallara-Chevrolet mit der Startnummer 3 für das Team Penske. Zuvor fuhr er in der Supercars Championship, in der er 2018, 2019 und 2020 den Fahrertitel gewann.

## Junior und frühe Rennkarriere

### Kartfahren
McLaughlin, der bis zu seinem neunten Lebensjahr in Hamilton auf der Nordinsel Neuseelands aufwuchs, begann 1999 auf der Hamilton-Rennstrecke mit dem Kartsport und gewann 2002 seinen ersten Titel. Nachdem seine Familie 2003 nach Australien an die Gold Coast umgezogen war, begann McLaughlin an australischen Autosport-Meisterschaften teilzunehmen, fuhr aber auch weiterhin in Neuseeland Rennen. 2008 vertrat McLaughlin Neuseeland in der Juniorenklasse bei den Rotax Max Challenge Grand Finals an der Seite von Nick Cassidy. McLaughlin startete als Sechster in das Finale, wurde in der ersten Runde in einen Zwischenfall verwickelt und belegte schließlich den 19. Platz.

### V8 Supercar Development Series
McLaughlin war 2008 Teil des Britek-Motorsport-Stipendiums, bei dem er eng mit dem Teambesitzer und Supercars-Rennsieger Jason Bright zusammenarbeitete. McLaughlin nahm 2008 mit dem Team an den Bathurst 1000 teil, verbrachte Zeit in der Boxengasse und lernte das Innenleben des Teams kennen. McLaughlin absolvierte 2009 ein einwöchiges Praktikum bei Stone Brothers Racing (SBR), woraufhin ihm eine vierjährige Ausbildung beim Team angeboten wurde, die 2010 begann. Am 17. Dezember 2009 gab das Team McLaughlin seinen ersten Test in einem V8 Supercar. Er drehte über 70 Runden auf dem Queensland Raceway in einem der Ford BF Falcons des Teams. McLaughlin beeindruckte während des Tests und fuhr Rundenzeiten, die etwas mehr als eine Sekunde langsamer waren als die der SBR-V8-Supercar-Fahrer Alex Davison und Shane van Gisbergen.
McLaughlin wurde von SBR für die Fujitsu V8 Supercar Series 2010 in einem BF Falcon unter Vertrag genommen. Aufgrund seiner begrenzten Rennerfahrung konnte McLaughlin nicht die erforderliche Rennlizenz erwerben, um an den ersten Läufen der Serie teilzunehmen; stattdessen nahm er an den ersten beiden Läufen der Australian Mini Challenge teil und absolvierte einen Lauf zur Victorian Formula Ford Series. Sein Debüt gab er schließlich im zweiten Rennen auf dem Queensland Raceway, wo er als jüngster Fahrer aller Zeiten in einem V8 Supercar antrat. McLaughlin qualifizierte sich als Siebter, knapp eine Sekunde hinter der Pole-Position-Zeit des Meisterschaftsführers Steve Owen, er wurde im ersten Rennen des Wochenendes Neunter. Die Reihenfolge der Top Ten wurde in der Startaufstellung für das Rennen 2 umgedreht, so dass McLaughlin das zweite Rennen aus der ersten Reihe starten konnte. Während der Startprozedur überhitzte die Kupplung und er konnte sein Auto nicht in Bewegen setzen, als das Rennen begann. Er wurde von Owen Kelly und Ryan Hansford getroffen, wobei das Auto schwer beschädigt wurde und McLaughlin ausfiel. Er beendete die Saison als Zwölfter in der Meisterschaft. Sein bester Startplatz war Rang 2 auf dem Sydney Olympic Park und sein bestes Rennergebnis war der 4. Platz auf dem Winton Motor Raceway. McLaughlin erlitt einen schweren Unfall am Mount Panorama, als er im ersten Rennen des Wochenendes im Reid Park in die Mauer einschlug.
McLaughlin blieb 2011 bei SBR und holte beim Eröffnungsrennen in Adelaide seinen ersten Podiumsplatz, indem er in den beiden Rennen Siebter und Zweiter wurde und damit den dritten Platz in der Gesamtwertung belegte. Er ließ zwei dritte Plätze auf dem Barbagallo Raceway folgen und rückte damit in der Meisterschaft auf den zweiten Platz vor. Nachdem er im dritten Lauf in Townsville wenig Glück hatte, sicherte sich McLaughlin auf dem Queensland Raceway seinen ersten Rennsieg. Er qualifizierte sich als Zweiter hinter dem Meisterschaftsführenden Andrew Thompson, übernahm zu Beginn des ersten Rennens die Führung und gewann mit zwei Sekunden Vorsprung. Sechs weitere Top-Fünf-Platzierungen in den verbleibenden Läufen der Saison brachten McLaughlin den vierten Platz in der Meisterschaft ein. Er stieg beim vorletzten Lauf der Meisterschaft auf einen neueren FG Falcon um.
McLaughlin blieb für die ersten beiden Läufe der Saison 2012 bei SBR, für den Rest des Jahres fuhr er bei Matt Stone Racing, ein Satellitenteam von SBR. McLaughlin setzte sich in einem engen Titelkampf mit Chaz Mostert, Scott Pye und Nick Percat durch. McLaughlin holte seinen ersten Sieg in der Serie auf dem Barbagallo Raceway, ein zweiter Sieg folgte in Townsville. Ein weiterer Podiumsplatz auf dem Queensland Raceway brachte McLaughlin drei Runden vor Schluss einen Vorsprung von 88 Punkten auf Mostert in der Meisterschaftstabelle. Auf dem Weg zum zweiten Platz im ersten Rennen am Mount Panorama erlitt McLaughlin einen Reifenschaden, der ihn auf den 13. Platz zurückwarf. Obwohl er sich verbesserte im zweiten Rennen und Sechster wurde, verließ McLaughlin die Veranstaltung mit einem Rückstand von 20 Punkten auf Mostert in der Meisterschaft. Percat und Pye belegten in der vorletzten Runde in Winton die Plätze eins und zwei, während McLaughlin Fünfter wurde. Damit ging McLaughlin mit einem Vorsprung von 32 Punkten auf Percat in die letzten Läufe im Sydney Olympic Park, während Mostert und Pye weniger als 100 Punkte zurücklagen. McLaughlin gewann das erste Rennen der letzten Saisonstation. Wegen Zwischenfällen von Percat und Mostert hatte er einen komfortablen Punktevorsprung vor dem letzten Rennen. Mit einem dritten Platz sicherte er sich den Titel mit 73 Punkten Vorsprung vor Pye.

## Supercars Championship
McLaughlin gab sein Debüt in der Supercars Championship beim Sandown 500 im Jahr 2012, als Beifahrer von Jonathon Webb bei Tekno Autosports. Die beiden zeigten sowohl in Sandown als auch in Bathurst gute Leistungen und belegten in Sandown den zehnten und in Bathurst den sechsten Platz. McLaughlin fuhr auch beim Sydney 500 für Garry Rogers Motorsport, nachdem Alexandre Prémat wegen extremer Hitzeerschöpfung am Vortag aus dem Sonntagsrennen ausgeschieden war. McLaughlin wurde später von Garry Rogers Motorsport als Vollzeitfahrer für die Saison 2013 verpflichtet.
McLaughlin fuhr 2014 mit Garry Rogers Motorsport unter der neuen Identität Volvo Polestar Racing (später Volvo Cyan Racing) weiter. Am 1. März 2014 erreichte McLaughlin bei der Rückkehr von Volvo in die Rennserie beim Clipsal 500 Adelaide einen Podiumsplatz. Vier Rennsiege in Barbagallo, Sydney Motorsport Park und 2 Siege in Phillip Island. In der Gesamtwertung belegte er Platz 5.

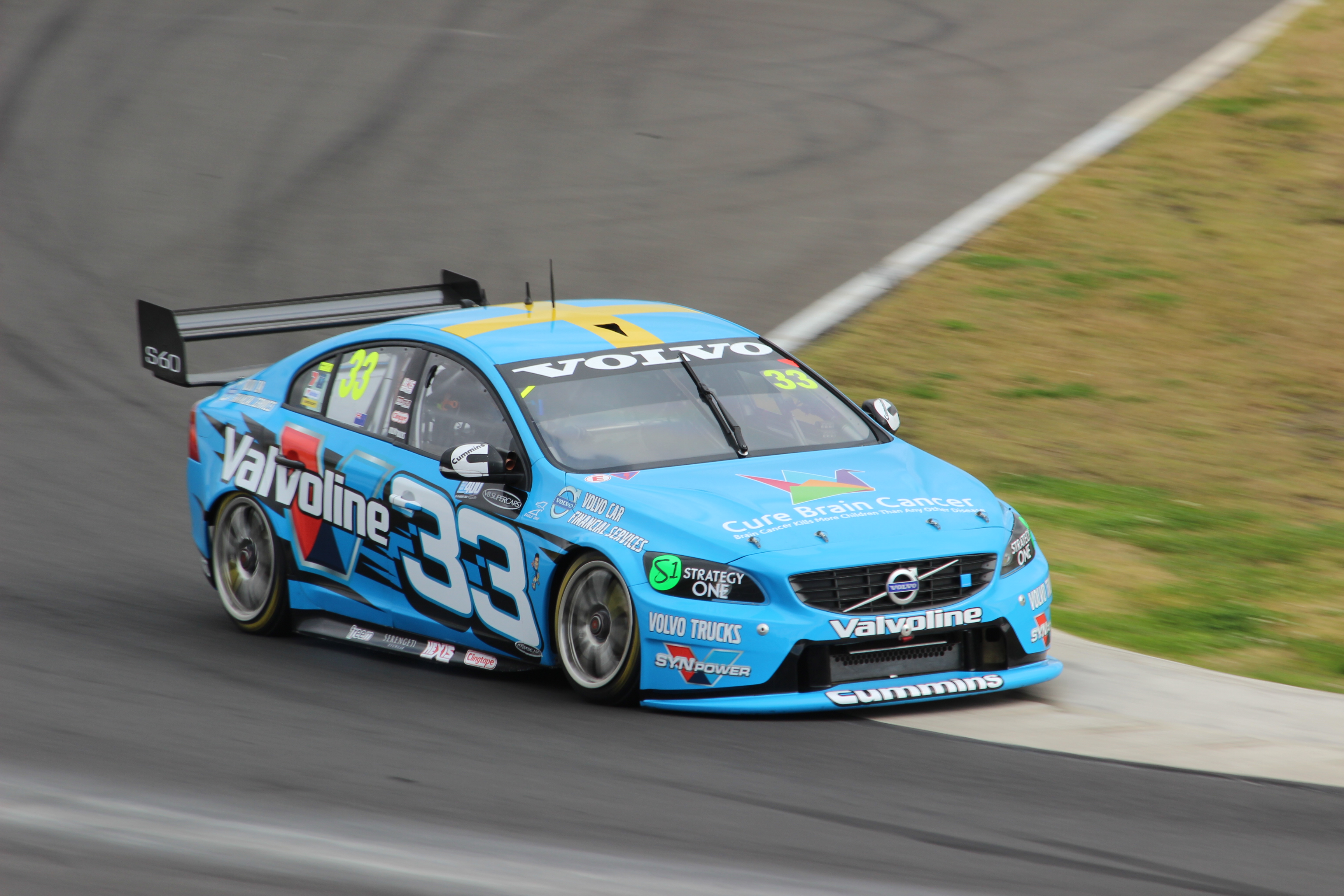
Scott McLaughlin auf dem Sydney Motorsport Park (2014)

### DJR-Team Penske

#### 2017
Für 2017 wechselte McLaughlin von Garry Rogers Motorsport zum DJR Team Penske, um mit Fabian Coulthard zusammenzuarbeiten. Während des gesamten Jahres dominierte McLaughlin das Qualifying und holte 16 Pole Positions. Zusammen mit einer Reihe von starken Ergebnissen fand sich McLaughlin in der Startaufstellung für seinen ersten Meistertitel wieder. Nach einem starken Start in der letzten Runde in Newcastle kassierte McLaughlin in einem chaotischen zweiten Rennen drei Strafen, die schließlich dazu beitrugen, dass er den Titel knapp an Jamie Whincup verpasste.

#### 2018
Im Jahr 2018 fuhr McLaughlin weiterhin Rennen für das DJR Team Penske. Er gewann sieben der 34 Rennen und siegte in Melbourne, Phillip Island, Barbagallo, Hidden Valley und Ipswich. McLaughlin wurde Dritter in Bathurst an der Seite von Alexandre Prémat, was der letzte Auftritt des Ford Falcon am Mount Panorama war. Am 4. November gewann McLaughlin auf dem Pukekohe Park Raceway das neunundzwanzigste Rennen und gewann damit zusammen mit seinem Landsmann Shane van Gisbergen die Jason Richards Memorial Trophy. In Newcastle gewann McLaughlin Rennen dreißig (nachdem van Gisbergen sein Sieg wegen eines Verstoßes gegen die Boxengasse aberkannt wurde, was ihn auf den fünften Platz zurückwarf) und wurde Zweiter in Rennen einunddreißig, um Virgin Australia Supercars Champion 2018 zu werden.

#### 2019
2019 debütierte das DJR Team Penske mit dem Ford Mustang, der den Falcon ablöste. McLaughlin konnte seine Dominanz mit dem Team fortsetzen: 18 Siege, womit er den Rekord für die meisten Siege in einem einzigen Jahr brach, 15 Pole-Positions, 18 schnellste Runden und 22 Podiumsplätze. Er war der erste Fahrer überhaupt, der die Darwin Triple Crown für sich beanspruchte, nachdem er das erste Rennen gewonnen, die Pole Position für das zweite Rennen geholt und das zweite Rennen gewonnen hatte. Am 13. Oktober 2019. McLaughlin gewann schließlich zum ersten Mal das Bathurst-Rennen, mit Alexandre Prémat als Beifahrer. Zwei Wochen danach hatte er den schwersten Unfall seiner Karriere, einen 43g-Einschlag an der Gold Coast. Aufgrund eines Fahrwerksschadens musste er die letzten beiden Rennen mit einem neuen Auto bestreiten und konnte seinen Titel dennoch erfolgreich verteidigen, wobei noch ein Rennen in Sandown ausstand.

#### 2020
In einer durch die COVID-19-Pandemie verkürzten Saison 2020 gewann McLaughlin seine dritte und bis dato letzte Supercars-Meisterschaft in Folge und die letzte Meisterschaft für das DJR Team Penske. Er erzielte dreizehn Saisonsiege, acht Podiumsplatzierungen und fünfzehn Pole Positions.

#### 2021
McLaughlin und das Team Penske versuchten erneut, mit Dick Johnson Racing zusammenzuarbeiten, um ein Auto im Bathurst-1000-Rennen einzusetzen. Aufgrund von pandemiebedingten Reisebeschränkungen konnte er nicht am Rennen teilnehmen. McLaughlin erklärte, dass er beabsichtigt, in einem der folgenden Jahre mit Unterstützung des Teams Penske beim Bathurst 1000 anzutreten.

## IndyCar
Die Spekulationen über einen Wechsel McLaughlins zu einem der anderen Motorsportprogramme von Penske begannen 2019, als sich Penske-Teamchef Tim Cindric und McLaughlin in Australien trafen, um McLaughlins Zukunft in der Penske-Organisation zu besprechen. Ursprünglich wollte Cindric McLaughlin in das WeatherTech SportsCar Championship-Programm von Penske versetzen, wo er an der Seite von Helio Castroneves im Acura Daytona Prototype International von Penske fahren und möglicherweise in der World Endurance Championship antreten sollte. McLaughlin äußerte jedoch Interesse an einem Wechsel zu Penskes Team in die Indycar-Series. Als Hauptmotivationen nannte er die Herausforderung mit offenen Rennwagen zu fahren und beim Indianapolis 500 zu starten sowie gegen sein Vorbild und Landsmann Scott Dixon anzutreten. Cindric war skeptisch, McLaughlin in die Indycar-Series zu holen, da McLaughlin seit seiner Zeit in der Formel Ford keinen Formel-Rennwagen mehr gefahren hatte. McLaughlin überzeugte Cindrics, indem er sein Kraft- und Konditionstraining änderte und Stunden im Rennsimulator absolvierte, um zu zeigen, dass er das Können und die körperliche Fitness hatte, um von den auf mechanischen Grip angewiesenen Supercars auf den auf Abtrieb angewiesenen Dallara DW12 umzusteigen, dies alles während der Supercars-Meisterschaft 2019. Im Januar 2020 testete er erstmals einen Penske-IndyCar auf dem Sebring International Raceway, Team Penske Fahrer Will Power lobte McLaughlin nach dem Test als einzigartigen Fahrer. Im Februar 2020 drehte McLaughlin bei einem Test auf dem Texas Motor Speedway seine ersten Runden auf einem Oval, wobei der amtierende IndyCar-Series-Champion und künftige Teamkollege Josef Newgarden McLaughlins Fähigkeit lobte, sich schnell an die Anforderungen des DW12 auf Oval-Rennstrecken anzupassen. Am 5. Februar gab Penske bekannt, dass McLaughlin beim Grand Prix von Indianapolis ein viertes Auto für das Team Penske fahren kann. Aufgrund der COVID-19-Pandemie war McLaughlin jedoch nicht in der Lage, zu diesem Rennen in die Vereinigten Staaten zu reisen. Am 17. September gab das Team Penske bekannt, dass McLaughlin stattdessen am 25. Oktober beim Firestone Grand Prix von St. Petersburg sein IndyCar-Debüt geben wird. Am Tag vor dem Rennen postete er auf seinem persönlichen Instagram-Feed, dass er einen Mehrjahresvertrag mit Penske unterzeichnet hat, um Vollzeit in der Serie zu fahren.

### 2021
Am 25. Januar gab das Team Penske bekannt, dass die Sponsoren PPG Paints, der Bürotechnik-Anbietr DEX Imaging und der Gebrauchtwagenhändler Car Shop das Auto von McLaughlin sponsern. Beim Indianapolis 500 fuhr er ein von Pennzoil gesponsertes Auto, dessen Lackierung eine Hommage an die „Yellow-Submarine“-Designs der 1980er Jahre war. Zu Beginn seiner Rookie-IndyCar-Saison ließen sowohl Tim Cindric als auch Roger Penske McLaughlin wissen, dass von ihm nicht erwartet werde, um Siege zu kämpfen, sein primäres Ziel müsse sein, möglichst viele Rennen zu beenden.
McLaughlin verbrachte das Jahr 2021 damit, die verschiedenen Aspekte des IndyCar-Rennsports kennenzulernen. Er musste sich mit einem neuen Fahrzeug vertraut machen und lernen, wie man ein Auto mit Turbolader, mit temperaturempfindlichen Reifen und Karbon-Keramik-Bremsen fährt. Er gab nach der Saison zu, dass seine größte Schwierigkeit darin bestand zu lernen, wie man die Temperatur der Reifen und der Bremsen schnell aufbaut und kontrolliert, was in einem Formel-Rennwagen schwieriger ist als in einem Tourenwagen, den McLaughlin gewohnt war bis anhin. Diese Schwierigkeiten bedeuteten, dass McLaughlin meist bei den Rennen auf den Straßenkursen weit hinten starten musste. Sein Durchschnitt von 4,5 Überholungen pro Rennen zeigt seine Grundschnelligkeit. Die ersten Top-Ten-Platzierung auf einem Straßenkurs erreichte er auf dem IMS Road Course, wo er in der Qualifikation zum ersten Mal in die besten Sechs fuhr und das Rennen auf dem achten Rang beendete. Danach erreichte er erst wieder in Portland einen Platz in den besten Zehn, wo er den neunten Platz belegte.
McLaughlins beste Leistungen in seiner ersten Saison gelangen ihm auf Ovalkursen, im ersten Rennen auf dem Texas Motor Speedway und beim Genesys 300. In seinem ersten Rennen in einem Oval startete McLaughlin als Fünfzehnter. Das Qualifying musste wegen schlechtem Wetter abgesagt werden, die Startaufstellung setzte sich nach dem aktuellen Punktestand der Meisterschaft zusammen. Trotzdem erreichte McLaughlin sein erstes IndyCar-Podium, er belegte den zweiten Rang hinter Scott Dixon. Weitere Platzierungen in den besten Zehn erreichte er beim zweiten Rennen in Texas und in Gateway. Auf die Frage hin, warum seine Leistungen auf Oval-Kursen besser waren als auf Straßenkursen, obwohl er zuvor noch nie auf diesen gefahren war, erklärte McLaughlin, dass es vor allem daran lag, dass das Oval-Qualifikationsformat dem der Supercars Championship ähnelte und dass die Reifen deutlich schneller auf Temperatur kamen als jene die auf Straßenkursen verwendet werden.

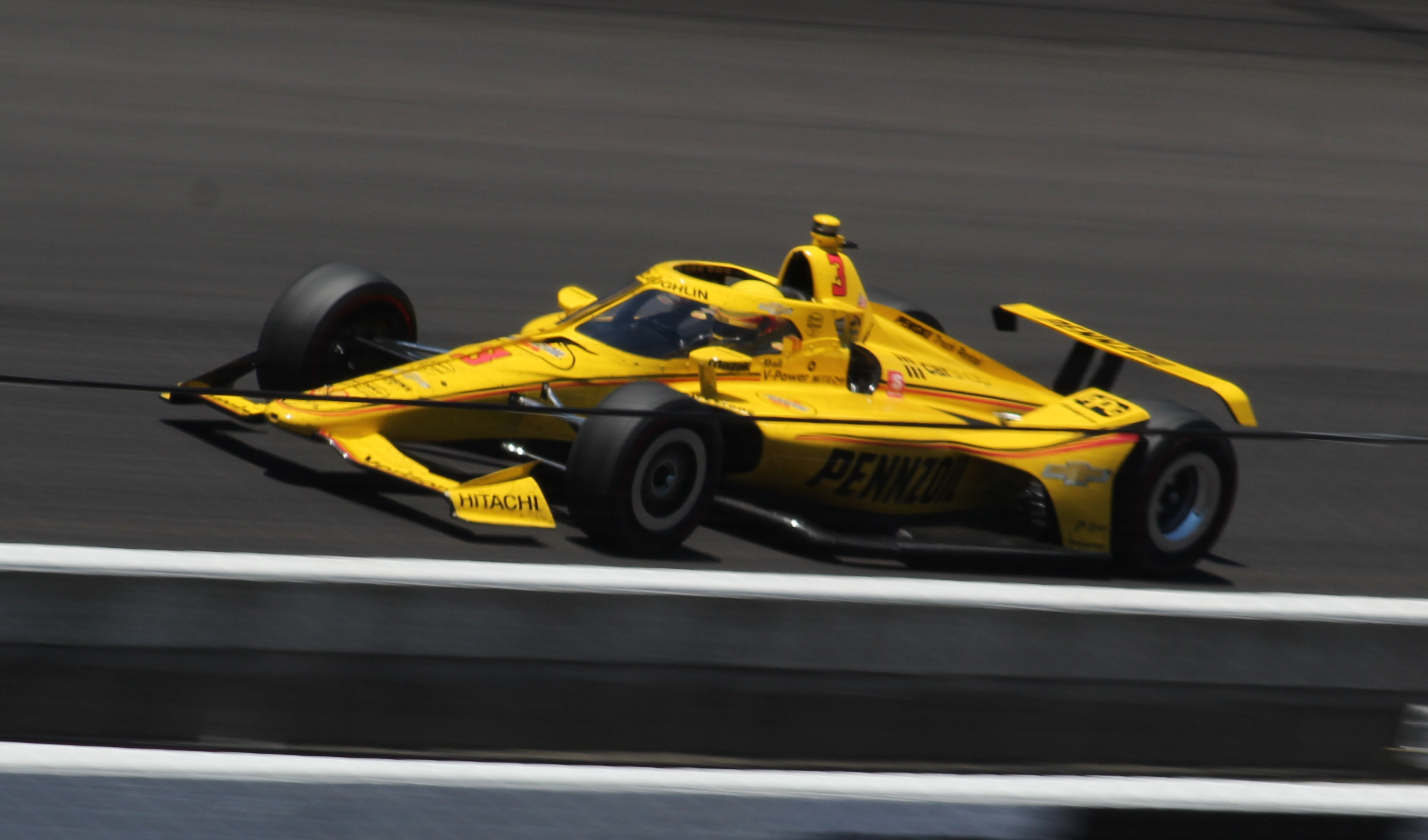
Scott McLaughlin auf dem Indianapolis Motor Speedway (2021)

Für das Indianapolis 500 wurde McLaughlin vom ehemaligen Penske-Piloten und viermaligen Indy-500-Sieger Rick Mears beraten und betreut. Er qualifizierte sich auf dem 17. Startplatz. Im Rennen fuhr McLaughlin im hinteren Mittelfeld, in der 116. Runden gab es eine Durchfahrtstrafe für ihn, weil er zu schnell war in der Boxenstraße. Schlussendlich belegte er den 20. Rang und war bester Rookie.
Über die ganze Saison gerechnet war McLaughlin ebenfalls bester Rookie, vor dem mehrmaligen NASCAR-Cup-Sieger Jimmie Johnson und Romain Grosjean, der aus der Formel 1 kam. McLaughlin war der einzige der drei, der 2021 die komplette Saison gefahren ist. Johnson entschied sich keine Oval-Rennen zu fahren und Grosjean trat nur bei einem an.

### 2022
Auch in der Saison 2022 machte McLaughlin weitere Fortschritte. Er errang die erste IndyCar-Pole-Position und gewann seinen ersten IndyCar-GP beim Saisonauftakt in St. Petersburg, weitere Siege folgten in Mid-Ohio und Portland. Auch Podiumsplätze kamen mit Rang zwei in Texas und beim zweiten Rennen in Iowa (3.) dazu.

## Statistik

### Einzelergebnisse in der IndyCar Series
| Jahr | Team        | 1    | 2   | 3   | 4   | 5    | 6    | 7    | 8   | 9   | 10   | 11   | 12   | 13  | 14  | 15   | 16   | 17  | 18 | 19 | Punkte | Rang |
| ---- | ----------- | ---- | --- | --- | --- | ---- | ---- | ---- | --- | --- | ---- | ---- | ---- | --- | --- | ---- | ---- | --- | -- | -- | ------ | ---- |
| 2020 | Team Penske | TXS  | IMS | ROA | ROA | IOW  | IOW  | INDY | STL | STL | MDO  | MDO  | IMS  | IMS | STP |      |      |     |    |    | 8      | 35.  |
| 2020 | Team Penske |      |     |     |     |      |      |      |     |     |      |      | 22   |     |     |      |      |     |    |    | 8      | 35.  |
| 2021 | Team Penske | ALA  | STP | TXS | TXS | IMS  | INDY | DET  | DET | ROA | MDO  | NSH  | IMS  | STL | POR | LAG  | LBH  |     |    |    | 305    | 14.  |
| 2021 | Team Penske | 14   | 11  | 2   | 8   | 8    | 20   | 19   | 20  | 14  | 12   | 22   | 23   | 4   | 9   | 12   | 11   |     |    |    | 305    | 14.  |
| 2022 | Team Penske | STP  | TXS | LBH | ALA | IMS  | INDY | DET  | ROA | MDO | TOR  | IOW1 | IOW2 | IMS | NSH | GAT  | POR  | LAG |    |    | 510    | 4.   |
| 2022 | Team Penske | 1L*  | 2L* | 14  | 6   | 20   | 29   | 19   | 7   | 1L* | 9    | 22   | 3    | 4   | 2   | 3    | 1L*  | 6   |    |    | 510    | 4.   |
| 2023 | Team Penske | STP  | TXS | LBH | ALA | IMS  | INDY | DET  | ROA | MDO | TOR  | IOW1 | IOW2 | NSH | IMS | GAT  | POR  | LAG |    |    | 488    | 3.   |
| 2023 | Team Penske | 13L* | 6   | 10  | 1L  | 16   | 14   | 7    | 8   | 5   | 6L   | 2    | 5L   | 2L  | 8   | 5    | 9    | 2   |    |    | 488    | 3.   |
| 2024 | Team Penske | STP  | LBH | ALA | IMS | INDY | DET  | ROA  | LAG | MDO | IOW1 | IOW2 | TOR  | GAT | POR | MIL1 | MIL2 | NSH |    |    | 505    | 3.   |
| 2024 | Team Penske | 27   | 26  | 1L* | 6L  | 61L* | 20   | 3L*  | 21  | 3L  | 1L*  | 3L   | 16   | 2L  | 7   | 8L   | 1L*  | 5   |    |    | 505    | 3.   |
| 2025 | Team Penske | STP  | TTC | LBH | ALA | IMS  | INDY | DET  | GAT | ROA | MDO  | IOW1 | IOW2 | TOR | LAG | POR  | MIL1 | NSH |    |    | 259    | 12.  |
| 2025 | Team Penske | 4L*  | 27  | 6   | 3L  | 4    | 3010 | 12L  | 24L | 12L | 23   | 4    | 26   | 26  | 10  |      |      |     |    |    | 259    | 12.  |

Legende

### Sebring-Ergebnisse
| Jahr | Team       | Fahrzeug | Teamkollege | Teamkollege    | Platzierung            | Ausfallgrund |
| ---- | ---------- | -------- | ----------- | -------------- | ---------------------- | ------------ |
| 2023 | TDS Racing | Oreca 07 | John Farano | Kyffin Simpson | Rang 3 und Klassensieg |              |